# Pablo Inza
Pablo Inza är en tangodansare som tillsammans med Moira Castellano har gjort sig känd som en av världens mest eftertraktade dansare inom modernare argentinsk tango. Inza har ett förflutet inom modern dans och har studerat vid bland annat Teatro General San Martin i Argentina och vid Escela Nacional de Arte Dramatico. Han dansar en kreativ tango med fokus på betoningar i musiken. Inza började dansa tango 1991, han undervisar tango sedan 1992 och organiserar också tangorelaterade evenemang såsom Festival Cambalache och Practica X.
Pablo Inza och Moira Castellano har jobbat ihop sedan 2005.